# Étoile de Bessèges 2017
La 47e édition de l'Étoile de Bessèges s'est tenue du 1 au 5 février 2017. La course fait partie du calendrier UCI Europe Tour 2017 en catégorie 2.1.

## Présentation

### Équipes
Classée en catégorie 2.1 de l'UCI Europe Tour, l'Étoile de Bessèges est par conséquent ouverte aux WorldTeams dans la limite de 50 % des équipes participantes, aux équipes continentales professionnelles, aux équipes continentales et aux équipes nationales.
Dix-huit équipes participent à cette Étoile de Bessèges - quatre WorldTeams, neuf équipes continentales professionnelles et six équipes continentales :
| WorldTeams (4)- AG2R La Mondiale - FDJ - Lotto-Soudal - Katusha-Alpecin Équipes continentales professionnelles (9)- Caja Rural-Seguros RGA - Cofidis, Solutions Crédits - Delko Marseille Provence KTM - Direct Énergie - Fortuneo-Vital Concept - Sport Vlaanderen-Baloise - Verandas Willems-Crelan - Wanty-Groupe Gobert - WB-Veranclassic-Aqua Protect Équipes continentales (6)- An Post-ChainReaction - Armée de terre - Cibel-Cebon - HP BTP-Auber 93 - Roth-Akros - Roubaix Lille Métropole |
| |

## Étapes
| Étape     | Date   | Villes étapes               | type                        | Distance (km) | Vainqueur d'étape  | Leader du classement général |
| --------- | ------ | --------------------------- | --------------------------- | ------------- | ------------------ | ---------------------------- |
| 1re étape | 1 fév. | Bellegarde – Beaucaire      |                             | 158           | Arnaud Démare      | Arnaud Démare                |
| 2e étape  | 2 fév. | Nîmes – Rodilhan            |                             | 152           | Alexander Kristoff | Alexander Kristoff           |
| 3e étape  | 3 fév. | Bessèges – Bessèges         |                             | 152           | Lilian Calmejane   | Lilian Calmejane             |
| 4e étape  | 4 fév. | Chusclan – Laudun-l'Ardoise |                             | 153           | Arnaud Démare      | Lilian Calmejane             |
| 5e étape  | 5 fév. | Alès – Alès                 | contre-la-montre individuel | 12            | Tony Gallopin      | Lilian Calmejane             |

## Déroulement de la course

### 1reétape
| \| Classement de l'étape \| Classement de l'étape \| Classement de l'étape \| Classement de l'étape \| Classement de l'étape \| \| Coureur \| Coureur \| Pays \| Équipe \| Temps \| \| --------------------- \| --------------------- \| --------------------- \| ---------------------------- \| --------------------- \| \| 1er \| Arnaud Démare \| France \| FDJ \| 3 h 34 min 19 s \| \| 2e \| Alexander Kristoff \| Norvège \| Katusha-Alpecin \| + 0 s \| \| 3e \| Roy Jans \| Belgique \| WB-Veranclassic-Aqua Protect \| + 0 s \| \| 4e \| Florian Sénéchal \| France \| Cofidis, Solutions Crédits \| + 0 s \| \| 5e \| Rudy Barbier \| France \| AG2R La Mondiale \| + 0 s \| \| 6e \| Bert Van Lerberghe \| Belgique \| Sport Vlaanderen-Baloise \| + 0 s \| \| 7e \| Jasper De Buyst \| Belgique \| Lotto-Soudal \| + 0 s \| \| 8e \| Christophe Laporte \| France \| Cofidis, Solutions Crédits \| + 0 s \| \| 9e \| Damien Touzé \| France \| HP BTP-Auber 93 \| + 0 s \| \| 10e \| Jérémy Lecroq \| France \| Roubaix Lille Métropole \| + 0 s \| |                    |          |                              |                 |
| |                    |          |                              |                 |
| Source : ProCyclingStats |                    |          |                              |                 |
| Classement de l'étape |                    |          |                              |                 |
| Coureur | Coureur            | Pays     | Équipe                       | Temps           |
| 1er | Arnaud Démare      | France   | FDJ                          | 3 h 34 min 19 s |
| 2e | Alexander Kristoff | Norvège  | Katusha-Alpecin              | + 0 s           |
| 3e | Roy Jans           | Belgique | WB-Veranclassic-Aqua Protect | + 0 s           |
| 4e | Florian Sénéchal   | France   | Cofidis, Solutions Crédits   | + 0 s           |
| 5e | Rudy Barbier       | France   | AG2R La Mondiale             | + 0 s           |
| 6e | Bert Van Lerberghe | Belgique | Sport Vlaanderen-Baloise     | + 0 s           |
| 7e | Jasper De Buyst    | Belgique | Lotto-Soudal                 | + 0 s           |
| 8e | Christophe Laporte | France   | Cofidis, Solutions Crédits   | + 0 s           |
| 9e | Damien Touzé       | France   | HP BTP-Auber 93              | + 0 s           |
| 10e | Jérémy Lecroq      | France   | Roubaix Lille Métropole      | + 0 s           |

| \| Classement général \| Classement général \| Classement général \| Classement général \| Classement général \| \| Coureur \| Coureur \| Pays \| Équipe \| Temps \| \| ------------------ \| ------------------ \| ------------------ \| ---------------------------- \| ------------------ \| \| 1er \| Arnaud Démare \| France \| FDJ \| 3 h 34 min 09 s \| \| 2e \| Alexander Kristoff \| Norvège \| Katusha-Alpecin \| + 4 s \| \| 3e \| Roy Jans \| Belgique \| WB-Veranclassic-Aqua Protect \| + 6 s \| \| 4e \| Nico Denz \| Allemagne \| AG2R La Mondiale \| + 7 s \| \| 5e \| Kévin Lebreton \| France \| Armée de terre \| + 8 s \| \| 6e \| Jérémy Bescond \| France \| HP BTP-Auber 93 \| + 9 s \| \| 7e \| Florian Sénéchal \| France \| Cofidis, Solutions Crédits \| + 10 s \| \| 8e \| Rudy Barbier \| France \| AG2R La Mondiale \| + 10 s \| \| 9e \| Bert Van Lerberghe \| Belgique \| Sport Vlaanderen-Baloise \| + 10 s \| \| 10e \| Jasper De Buyst \| Belgique \| Lotto-Soudal \| + 10 s \| |                    |           |                              |                 |
| |                    |           |                              |                 |
| Source : ProCyclingStats |                    |           |                              |                 |
| Classement général |                    |           |                              |                 |
| Coureur | Coureur            | Pays      | Équipe                       | Temps           |
| 1er | Arnaud Démare      | France    | FDJ                          | 3 h 34 min 09 s |
| 2e | Alexander Kristoff | Norvège   | Katusha-Alpecin              | + 4 s           |
| 3e | Roy Jans           | Belgique  | WB-Veranclassic-Aqua Protect | + 6 s           |
| 4e | Nico Denz          | Allemagne | AG2R La Mondiale             | + 7 s           |
| 5e | Kévin Lebreton     | France    | Armée de terre               | + 8 s           |
| 6e | Jérémy Bescond     | France    | HP BTP-Auber 93              | + 9 s           |
| 7e | Florian Sénéchal   | France    | Cofidis, Solutions Crédits   | + 10 s          |
| 8e | Rudy Barbier       | France    | AG2R La Mondiale             | + 10 s          |
| 9e | Bert Van Lerberghe | Belgique  | Sport Vlaanderen-Baloise     | + 10 s          |
| 10e | Jasper De Buyst    | Belgique  | Lotto-Soudal                 | + 10 s          |

### 2eétape
| \| Classement de l'étape \| Classement de l'étape \| Classement de l'étape \| Classement de l'étape \| Classement de l'étape \| \| Coureur \| Coureur \| Pays \| Équipe \| Temps \| \| --------------------- \| --------------------- \| --------------------- \| ---------------------------- \| --------------------- \| \| 1er \| Alexander Kristoff \| Norvège \| Katusha-Alpecin \| 3 h 26 min 59 s \| \| 2e \| Rudy Barbier \| France \| AG2R La Mondiale \| + 0 s \| \| 3e \| Arnaud Démare \| France \| FDJ \| + 0 s \| \| 4e \| Lilian Calmejane \| France \| Direct Énergie \| + 0 s \| \| 5e \| Maxime Vantomme \| Belgique \| WB-Veranclassic-Aqua Protect \| + 0 s \| \| 6e \| Pieter Vanspeybrouck \| Belgique \| Wanty-Groupe Gobert \| + 0 s \| \| 7e \| Christophe Laporte \| France \| Cofidis, Solutions Crédits \| + 0 s \| \| 8e \| Sylvain Chavanel \| France \| Direct Énergie \| + 0 s \| \| 9e \| Rick Zabel \| Allemagne \| Katusha-Alpecin \| + 0 s \| \| 10e \| Pierre Latour \| France \| AG2R La Mondiale \| + 0 s \| |                      |           |                              |                 |
| |                      |           |                              |                 |
| Source : ProCyclingStats |                      |           |                              |                 |
| Classement de l'étape |                      |           |                              |                 |
| Coureur | Coureur              | Pays      | Équipe                       | Temps           |
| 1er | Alexander Kristoff   | Norvège   | Katusha-Alpecin              | 3 h 26 min 59 s |
| 2e | Rudy Barbier         | France    | AG2R La Mondiale             | + 0 s           |
| 3e | Arnaud Démare        | France    | FDJ                          | + 0 s           |
| 4e | Lilian Calmejane     | France    | Direct Énergie               | + 0 s           |
| 5e | Maxime Vantomme      | Belgique  | WB-Veranclassic-Aqua Protect | + 0 s           |
| 6e | Pieter Vanspeybrouck | Belgique  | Wanty-Groupe Gobert          | + 0 s           |
| 7e | Christophe Laporte   | France    | Cofidis, Solutions Crédits   | + 0 s           |
| 8e | Sylvain Chavanel     | France    | Direct Énergie               | + 0 s           |
| 9e | Rick Zabel           | Allemagne | Katusha-Alpecin              | + 0 s           |
| 10e | Pierre Latour        | France    | AG2R La Mondiale             | + 0 s           |

| \| Classement général \| Classement général \| Classement général \| Classement général \| Classement général \| \| Coureur \| Coureur \| Pays \| Équipe \| Temps \| \| ------------------ \| ------------------ \| ------------------ \| ---------------------------- \| ------------------ \| \| 1er \| Alexander Kristoff \| Norvège \| Katusha-Alpecin \| 7 h 01 min 00 s \| \| 2e \| Arnaud Démare \| France \| FDJ \| + 4 s \| \| 3e \| Rudy Barbier \| France \| AG2R La Mondiale \| + 12 s \| \| 4e \| Tony Gallopin \| France \| Lotto-Soudal \| + 15 s \| \| 5e \| Christophe Laporte \| France \| Cofidis, Solutions Crédits \| + 18 s \| \| 6e \| Florian Sénéchal \| France \| Cofidis, Solutions Crédits \| + 18 s \| \| 7e \| Maxime Vantomme \| Belgique \| WB-Veranclassic-Aqua Protect \| + 18 s \| \| 8e \| Sylvain Chavanel \| France \| Direct Énergie \| + 18 s \| \| 9e \| Lilian Calmejane \| France \| Direct Énergie \| + 18 s \| \| 10e \| Pierre Latour \| France \| AG2R La Mondiale \| + 18 s \| |                    |          |                              |                 |
| |                    |          |                              |                 |
| Source : ProCyclingStats |                    |          |                              |                 |
| Classement général |                    |          |                              |                 |
| Coureur | Coureur            | Pays     | Équipe                       | Temps           |
| 1er | Alexander Kristoff | Norvège  | Katusha-Alpecin              | 7 h 01 min 00 s |
| 2e | Arnaud Démare      | France   | FDJ                          | + 4 s           |
| 3e | Rudy Barbier       | France   | AG2R La Mondiale             | + 12 s          |
| 4e | Tony Gallopin      | France   | Lotto-Soudal                 | + 15 s          |
| 5e | Christophe Laporte | France   | Cofidis, Solutions Crédits   | + 18 s          |
| 6e | Florian Sénéchal   | France   | Cofidis, Solutions Crédits   | + 18 s          |
| 7e | Maxime Vantomme    | Belgique | WB-Veranclassic-Aqua Protect | + 18 s          |
| 8e | Sylvain Chavanel   | France   | Direct Énergie               | + 18 s          |
| 9e | Lilian Calmejane   | France   | Direct Énergie               | + 18 s          |
| 10e | Pierre Latour      | France   | AG2R La Mondiale             | + 18 s          |

### 3eétape
| \| Classement de l'étape \| Classement de l'étape \| Classement de l'étape \| Classement de l'étape \| Classement de l'étape \| \| Coureur \| Coureur \| Pays \| Équipe \| Temps \| \| --------------------- \| --------------------- \| --------------------- \| ---------------------------- \| --------------------- \| \| 1er \| Lilian Calmejane \| France \| Direct Énergie \| 3 h 48 min 07 s \| \| 2e \| Mads Würtz Schmidt \| Danemark \| Katusha-Alpecin \| + 7 s \| \| 3e \| Mauro Finetto \| Italie \| Delko-Marseille Provence-KTM \| + 9 s \| \| 4e \| Samuel Dumoulin \| France \| AG2R La Mondiale \| + 9 s \| \| 5e \| Nils Politt \| Allemagne \| Katusha-Alpecin \| + 9 s \| \| 6e \| Sylvain Chavanel \| France \| Direct Énergie \| + 9 s \| \| 7e \| Romain Hardy \| France \| Fortuneo-Vital Concept \| + 9 s \| \| 8e \| Christophe Laporte \| France \| Cofidis, Solutions Crédits \| + 9 s \| \| 9e \| Frederik Backaert \| Belgique \| Wanty-Groupe Gobert \| + 9 s \| \| 10e \| Reto Hollenstein \| Suisse \| Katusha-Alpecin \| + 9 s \| |                    |           |                              |                 |
| |                    |           |                              |                 |
| Source : ProCyclingStats |                    |           |                              |                 |
| Classement de l'étape |                    |           |                              |                 |
| Coureur | Coureur            | Pays      | Équipe                       | Temps           |
| 1er | Lilian Calmejane   | France    | Direct Énergie               | 3 h 48 min 07 s |
| 2e | Mads Würtz Schmidt | Danemark  | Katusha-Alpecin              | + 7 s           |
| 3e | Mauro Finetto      | Italie    | Delko-Marseille Provence-KTM | + 9 s           |
| 4e | Samuel Dumoulin    | France    | AG2R La Mondiale             | + 9 s           |
| 5e | Nils Politt        | Allemagne | Katusha-Alpecin              | + 9 s           |
| 6e | Sylvain Chavanel   | France    | Direct Énergie               | + 9 s           |
| 7e | Romain Hardy       | France    | Fortuneo-Vital Concept       | + 9 s           |
| 8e | Christophe Laporte | France    | Cofidis, Solutions Crédits   | + 9 s           |
| 9e | Frederik Backaert  | Belgique  | Wanty-Groupe Gobert          | + 9 s           |
| 10e | Reto Hollenstein   | Suisse    | Katusha-Alpecin              | + 9 s           |

| \| Classement général \| Classement général \| Classement général \| Classement général \| Classement général \| \| Coureur \| Coureur \| Pays \| Équipe \| Temps \| \| ------------------ \| ------------------ \| ------------------ \| ---------------------------- \| ------------------ \| \| 1er \| Lilian Calmejane \| France \| Direct Énergie \| 10 h 49 min 09 s \| \| 2e \| Mads Würtz Schmidt \| Danemark \| Katusha-Alpecin \| + 17 s \| \| 3e \| Tony Gallopin \| France \| Lotto-Soudal \| + 18 s \| \| 4e \| Sylvain Chavanel \| France \| Direct Énergie \| + 22 s \| \| 5e \| Christophe Laporte \| France \| Cofidis, Solutions Crédits \| + 25 s \| \| 6e \| Pierre Latour \| France \| AG2R La Mondiale \| + 25 s \| \| 7e \| Reto Hollenstein \| Suisse \| Katusha-Alpecin \| + 25 s \| \| 8e \| Nils Politt \| Allemagne \| Katusha-Alpecin \| + 25 s \| \| 9e \| Romain Hardy \| France \| Fortuneo-Vital Concept \| + 25 s \| \| 10e \| Maxime Vantomme \| Belgique \| WB-Veranclassic-Aqua Protect \| + 33 s \| |                    |           |                              |                  |
| |                    |           |                              |                  |
| Source : ProCyclingStats |                    |           |                              |                  |
| Classement général |                    |           |                              |                  |
| Coureur | Coureur            | Pays      | Équipe                       | Temps            |
| 1er | Lilian Calmejane   | France    | Direct Énergie               | 10 h 49 min 09 s |
| 2e | Mads Würtz Schmidt | Danemark  | Katusha-Alpecin              | + 17 s           |
| 3e | Tony Gallopin      | France    | Lotto-Soudal                 | + 18 s           |
| 4e | Sylvain Chavanel   | France    | Direct Énergie               | + 22 s           |
| 5e | Christophe Laporte | France    | Cofidis, Solutions Crédits   | + 25 s           |
| 6e | Pierre Latour      | France    | AG2R La Mondiale             | + 25 s           |
| 7e | Reto Hollenstein   | Suisse    | Katusha-Alpecin              | + 25 s           |
| 8e | Nils Politt        | Allemagne | Katusha-Alpecin              | + 25 s           |
| 9e | Romain Hardy       | France    | Fortuneo-Vital Concept       | + 25 s           |
| 10e | Maxime Vantomme    | Belgique  | WB-Veranclassic-Aqua Protect | + 33 s           |

### 4eétape
| \| Classement de l'étape \| Classement de l'étape \| Classement de l'étape \| Classement de l'étape \| Classement de l'étape \| \| Coureur \| Coureur \| Pays \| Équipe \| Temps \| \| --------------------- \| --------------------- \| --------------------- \| ---------------------------- \| --------------------- \| \| 1er \| Arnaud Démare \| France \| FDJ \| 3 h 36 min 24 s \| \| 2e \| Alexander Kristoff \| Norvège \| Katusha-Alpecin \| + 0 s \| \| 3e \| Christophe Laporte \| France \| Cofidis, Solutions Crédits \| + 0 s \| \| 4e \| Armindo Fonseca \| France \| Fortuneo-Vital Concept \| + 0 s \| \| 5e \| Mads Würtz Schmidt \| Danemark \| Katusha-Alpecin \| + 0 s \| \| 6e \| Pieter Vanspeybrouck \| Belgique \| Wanty-Groupe Gobert \| + 0 s \| \| 7e \| Roy Jans \| Belgique \| WB-Veranclassic-Aqua Protect \| + 0 s \| \| 8e \| Eduard Prades \| Espagne \| Caja Rural-Seguros RGA \| + 0 s \| \| 9e \| Andrea Pasqualon \| Italie \| Wanty-Groupe Gobert \| + 0 s \| \| 10e \| Maxime Vantomme \| Belgique \| WB-Veranclassic-Aqua Protect \| + 0 s \| |                      |          |                              |                 |
| |                      |          |                              |                 |
| Source : ProCyclingStats |                      |          |                              |                 |
| Classement de l'étape |                      |          |                              |                 |
| Coureur | Coureur              | Pays     | Équipe                       | Temps           |
| 1er | Arnaud Démare        | France   | FDJ                          | 3 h 36 min 24 s |
| 2e | Alexander Kristoff   | Norvège  | Katusha-Alpecin              | + 0 s           |
| 3e | Christophe Laporte   | France   | Cofidis, Solutions Crédits   | + 0 s           |
| 4e | Armindo Fonseca      | France   | Fortuneo-Vital Concept       | + 0 s           |
| 5e | Mads Würtz Schmidt   | Danemark | Katusha-Alpecin              | + 0 s           |
| 6e | Pieter Vanspeybrouck | Belgique | Wanty-Groupe Gobert          | + 0 s           |
| 7e | Roy Jans             | Belgique | WB-Veranclassic-Aqua Protect | + 0 s           |
| 8e | Eduard Prades        | Espagne  | Caja Rural-Seguros RGA       | + 0 s           |
| 9e | Andrea Pasqualon     | Italie   | Wanty-Groupe Gobert          | + 0 s           |
| 10e | Maxime Vantomme      | Belgique | WB-Veranclassic-Aqua Protect | + 0 s           |

| \| Classement général \| Classement général \| Classement général \| Classement général \| Classement général \| \| Coureur \| Coureur \| Pays \| Équipe \| Temps \| \| ------------------ \| ------------------ \| ------------------ \| ---------------------------- \| ------------------ \| \| 1er \| Lilian Calmejane \| France \| Direct Énergie \| 14 h 25 min 33 s \| \| 2e \| Mads Würtz Schmidt \| Danemark \| Katusha-Alpecin \| + 17 s \| \| 3e \| Tony Gallopin \| France \| Lotto-Soudal \| + 18 s \| \| 4e \| Christophe Laporte \| France \| Cofidis, Solutions Crédits \| + 21 s \| \| 5e \| Sylvain Chavanel \| France \| Direct Énergie \| + 22 s \| \| 6e \| Pierre Latour \| France \| AG2R La Mondiale \| + 25 s \| \| 7e \| Nils Politt \| Allemagne \| Katusha-Alpecin \| + 25 s \| \| 8e \| Reto Hollenstein \| Suisse \| Katusha-Alpecin \| + 25 s \| \| 9e \| Romain Hardy \| France \| Fortuneo-Vital Concept \| + 25 s \| \| 10e \| Maxime Vantomme \| Belgique \| WB-Veranclassic-Aqua Protect \| + 33 s \| |                    |           |                              |                  |
| |                    |           |                              |                  |
| Source : ProCyclingStats |                    |           |                              |                  |
| Classement général |                    |           |                              |                  |
| Coureur | Coureur            | Pays      | Équipe                       | Temps            |
| 1er | Lilian Calmejane   | France    | Direct Énergie               | 14 h 25 min 33 s |
| 2e | Mads Würtz Schmidt | Danemark  | Katusha-Alpecin              | + 17 s           |
| 3e | Tony Gallopin      | France    | Lotto-Soudal                 | + 18 s           |
| 4e | Christophe Laporte | France    | Cofidis, Solutions Crédits   | + 21 s           |
| 5e | Sylvain Chavanel   | France    | Direct Énergie               | + 22 s           |
| 6e | Pierre Latour      | France    | AG2R La Mondiale             | + 25 s           |
| 7e | Nils Politt        | Allemagne | Katusha-Alpecin              | + 25 s           |
| 8e | Reto Hollenstein   | Suisse    | Katusha-Alpecin              | + 25 s           |
| 9e | Romain Hardy       | France    | Fortuneo-Vital Concept       | + 25 s           |
| 10e | Maxime Vantomme    | Belgique  | WB-Veranclassic-Aqua Protect | + 33 s           |

### 5eétape
| \| Classement de l'étape \| Classement de l'étape \| Classement de l'étape \| Classement de l'étape \| Classement de l'étape \| \| Coureur \| Coureur \| Pays \| Équipe \| Temps \| \| --------------------- \| --------------------- \| --------------------- \| ---------------------------- \| --------------------- \| \| 1er \| Tony Gallopin \| France \| Lotto-Soudal \| 17 min 05 s \| \| 2e \| Lilian Calmejane \| France \| Direct Énergie \| + 13 s \| \| 3e \| Pierre Latour \| France \| AG2R La Mondiale \| + 17 s \| \| 4e \| Mads Würtz Schmidt \| Danemark \| Katusha-Alpecin \| + 20 s \| \| 5e \| Sylvain Chavanel \| France \| Direct Énergie \| + 22 s \| \| 6e \| Olivier Pardini \| Belgique \| WB-Veranclassic-Aqua Protect \| + 38 s \| \| 7e \| Nils Politt \| Allemagne \| Katusha-Alpecin \| + 41 s \| \| 8e \| Kevyn Ista \| Belgique \| WB-Veranclassic-Aqua Protect \| + 51 s \| \| 9e \| Christophe Laporte \| France \| Cofidis, Solutions Crédits \| + 51 s \| \| 10e \| Anthony Turgis \| France \| Cofidis, Solutions Crédits \| + 52 s \| |                    |           |                              |             |
| |                    |           |                              |             |
| Source : ProCyclingStats |                    |           |                              |             |
| Classement de l'étape |                    |           |                              |             |
| Coureur | Coureur            | Pays      | Équipe                       | Temps       |
| 1er | Tony Gallopin      | France    | Lotto-Soudal                 | 17 min 05 s |
| 2e | Lilian Calmejane   | France    | Direct Énergie               | + 13 s      |
| 3e | Pierre Latour      | France    | AG2R La Mondiale             | + 17 s      |
| 4e | Mads Würtz Schmidt | Danemark  | Katusha-Alpecin              | + 20 s      |
| 5e | Sylvain Chavanel   | France    | Direct Énergie               | + 22 s      |
| 6e | Olivier Pardini    | Belgique  | WB-Veranclassic-Aqua Protect | + 38 s      |
| 7e | Nils Politt        | Allemagne | Katusha-Alpecin              | + 41 s      |
| 8e | Kevyn Ista         | Belgique  | WB-Veranclassic-Aqua Protect | + 51 s      |
| 9e | Christophe Laporte | France    | Cofidis, Solutions Crédits   | + 51 s      |
| 10e | Anthony Turgis     | France    | Cofidis, Solutions Crédits   | + 52 s      |

## Classements finals

### Classement général
| \| Classement général \| Classement général \| Classement général \| Classement général \| Classement général \| \| Coureur \| Coureur \| Pays \| Équipe \| Temps \| \| ------------------ \| ------------------ \| ------------------ \| ---------------------------- \| ------------------ \| \| 1er \| Lilian Calmejane \| France \| Direct Énergie \| 14 h 42 min 51 s \| \| 2e \| Tony Gallopin \| France \| Lotto-Soudal \| + 5 s \| \| 3e \| Mads Würtz Schmidt \| Danemark \| Katusha-Alpecin \| + 24 s \| \| 4e \| Pierre Latour \| France \| AG2R La Mondiale \| + 29 s \| \| 5e \| Sylvain Chavanel \| France \| Direct Énergie \| + 31 s \| \| 6e \| Nils Politt \| Allemagne \| Katusha-Alpecin \| + 53 s \| \| 7e \| Christophe Laporte \| France \| Cofidis, Solutions Crédits \| + 59 s \| \| 8e \| Maxime Vantomme \| Belgique \| WB-Veranclassic-Aqua Protect \| + 1 min 18 s \| \| 9e \| Reto Hollenstein \| Suisse \| Katusha-Alpecin \| + 1 min 33 s \| \| 10e \| Romain Hardy \| France \| Fortuneo-Vital Concept \| + 2 min 11 s \| \| 11e \| Mauro Finetto \| Italie \| Delko-Marseille Provence-KTM \| + 2 min 56 s \| \| 12e \| Arnold Jeannesson \| France \| Fortuneo-Vital Concept \| + 3 min 05 s \| \| 13e \| Jérôme Cousin \| France \| Cofidis, Solutions Crédits \| + 5 min 35 s \| \| 14e \| Jaime Rosón \| Espagne \| Caja Rural-Seguros RGA \| + 7 min 26 s \| \| 15e \| Roland Thalmann \| Suisse \| Roth-Akros \| + 7 min 27 s \| |                    |           |                              |                  |
| |                    |           |                              |                  |
| Sources : ProCyclingStats Cycling Quotient |                    |           |                              |                  |
| Classement général |                    |           |                              |                  |
| Coureur | Coureur            | Pays      | Équipe                       | Temps            |
| 1er | Lilian Calmejane   | France    | Direct Énergie               | 14 h 42 min 51 s |
| 2e | Tony Gallopin      | France    | Lotto-Soudal                 | + 5 s            |
| 3e | Mads Würtz Schmidt | Danemark  | Katusha-Alpecin              | + 24 s           |
| 4e | Pierre Latour      | France    | AG2R La Mondiale             | + 29 s           |
| 5e | Sylvain Chavanel   | France    | Direct Énergie               | + 31 s           |
| 6e | Nils Politt        | Allemagne | Katusha-Alpecin              | + 53 s           |
| 7e | Christophe Laporte | France    | Cofidis, Solutions Crédits   | + 59 s           |
| 8e | Maxime Vantomme    | Belgique  | WB-Veranclassic-Aqua Protect | + 1 min 18 s     |
| 9e | Reto Hollenstein   | Suisse    | Katusha-Alpecin              | + 1 min 33 s     |
| 10e | Romain Hardy       | France    | Fortuneo-Vital Concept       | + 2 min 11 s     |
| 11e | Mauro Finetto      | Italie    | Delko-Marseille Provence-KTM | + 2 min 56 s     |
| 12e | Arnold Jeannesson  | France    | Fortuneo-Vital Concept       | + 3 min 05 s     |
| 13e | Jérôme Cousin      | France    | Cofidis, Solutions Crédits   | + 5 min 35 s     |
| 14e | Jaime Rosón        | Espagne   | Caja Rural-Seguros RGA       | + 7 min 26 s     |
| 15e | Roland Thalmann    | Suisse    | Roth-Akros                   | + 7 min 27 s     |

### Classements annexes
| Classement par points | Classement par points | Classement par points | Classement par points        | Classement par points |
| Coureur               | Coureur               | Pays                  | Équipe                       | Points                |
| --------------------- | --------------------- | --------------------- | ---------------------------- | --------------------- |
| 1er                   | Alexander Kristoff    | Norvège               | Katusha-Alpecin              | 69 pts                |
| 2e                    | Arnaud Démare         | France                | FDJ                          | 66 pts                |
| 3e                    | Lilian Calmejane      | France                | Direct Énergie               | 53 pts                |
| 4e                    | Christophe Laporte    | France                | Cofidis, Solutions Crédits   | 41 pts                |
| 5e                    | Mads Würtz Schmidt    | Danemark              | Katusha-Alpecin              | 33 pts                |
| 6e                    | Rudy Barbier          | France                | AG2R La Mondiale             | 32 pts                |
| 7e                    | Roy Jans              | Belgique              | WB-Veranclassic-Aqua Protect | 25 pts                |
| 8e                    | Sylvain Chavanel      | France                | Direct Énergie               | 24 pts                |
| 9e                    | Tony Gallopin         | France                | Lotto-Soudal                 | 21 pts                |
| 10e                   | Pieter Vanspeybrouck  | Belgique              | Wanty-Groupe Gobert          | 20 pts                |

| Classement par points | Classement par points | Classement par points | Classement par points        | Classement par points |
| Coureur               | Coureur               | Pays                  | Équipe                       | Points                |
| --------------------- | --------------------- | --------------------- | ---------------------------- | --------------------- |
| 1er                   | Alexander Kristoff    | Norvège               | Katusha-Alpecin              | 69 pts                |
| 2e                    | Arnaud Démare         | France                | FDJ                          | 66 pts                |
| 3e                    | Lilian Calmejane      | France                | Direct Énergie               | 53 pts                |
| 4e                    | Christophe Laporte    | France                | Cofidis, Solutions Crédits   | 41 pts                |
| 5e                    | Mads Würtz Schmidt    | Danemark              | Katusha-Alpecin              | 33 pts                |
| 6e                    | Rudy Barbier          | France                | AG2R La Mondiale             | 32 pts                |
| 7e                    | Roy Jans              | Belgique              | WB-Veranclassic-Aqua Protect | 25 pts                |
| 8e                    | Sylvain Chavanel      | France                | Direct Énergie               | 24 pts                |
| 9e                    | Tony Gallopin         | France                | Lotto-Soudal                 | 21 pts                |
| 10e                   | Pieter Vanspeybrouck  | Belgique              | Wanty-Groupe Gobert          | 20 pts                |

| Classement de la montagne | Classement de la montagne | Classement de la montagne | Classement de la montagne | Classement de la montagne |
| Coureur                   | Coureur                   | Pays                      | Équipe                    | Points                    |
| ------------------------- | ------------------------- | ------------------------- | ------------------------- | ------------------------- |
| 1er                       | Nico Denz                 | Allemagne                 | AG2R La Mondiale          | 28 pts                    |
| 2e                        | Preben Van Hecke          | Belgique                  | Sport Vlaanderen-Baloise  | 26 pts                    |
| 3e                        | Hubert Dupont             | France                    | AG2R La Mondiale          | 16 pts                    |

| Classement de la montagne | Classement de la montagne | Classement de la montagne | Classement de la montagne | Classement de la montagne |
| Coureur                   | Coureur                   | Pays                      | Équipe                    | Points                    |
| ------------------------- | ------------------------- | ------------------------- | ------------------------- | ------------------------- |
| 1er                       | Nico Denz                 | Allemagne                 | AG2R La Mondiale          | 28 pts                    |
| 2e                        | Preben Van Hecke          | Belgique                  | Sport Vlaanderen-Baloise  | 26 pts                    |
| 3e                        | Hubert Dupont             | France                    | AG2R La Mondiale          | 16 pts                    |

#### Classement du meilleur jeune
| Classement du meilleur jeune | Classement du meilleur jeune | Classement du meilleur jeune | Classement du meilleur jeune | Classement du meilleur jeune |
| Coureur                      | Coureur                      | Pays                         | Équipe                       | Temps                        |
| ---------------------------- | ---------------------------- | ---------------------------- | ---------------------------- | ---------------------------- |
| 1er                          | Mads Würtz Schmidt           | Danemark                     | Katusha-Alpecin              | 14 h 43 min 15 s             |
| 2e                           | Nils Politt                  | Allemagne                    | Katusha-Alpecin              | + 29 s                       |
| 3e                           | Anthony Turgis               | France                       | Cofidis, Solutions Crédits   | + 16 min 50 s                |
| 4e                           | Jonas Rickaert               | Belgique                     | Sport Vlaanderen-Baloise     | + 18 min 17 s                |
| 5e                           | Bryan Alaphilippe            | France                       | Armée de terre               | + 19 min 02 s                |
| 6e                           | Damien Touzé                 | France                       | HP BTP-Auber 93              | + 19 min 26 s                |
| 7e                           | Jonas Bokeloh                | Allemagne                    | An Post-ChainReaction        | + 20 min 01 s                |
| 8e                           | Edward Planckaert            | Belgique                     | Sport Vlaanderen-Baloise     | + 20 min 03 s                |
| 9e                           | Hugo Hofstetter              | France                       | Cofidis, Solutions Crédits   | + 21 min 16 s                |
| 10e                          | Jérémy Lecroq                | France                       | Roubaix Lille Métropole      | + 21 min 45 s                |

### UCI Europe Tour
Cette Étoile de Bessèges attribue des points pour l'UCI Europe Tour 2017, y compris aux coureurs faisant partie d'une équipe ayant un label WorldTeam. De plus la course donne le même nombre de points individuellement à tous les coureurs pour le Classement mondial UCI 2017.
| Position,          | 1er | 2e | 3e | 4e | 5e | 6e | 7e | 8e | 9e | 10e | 11e | 12e | 13e à 15e | 16e à 25e |
| Classement général | 125 | 85 | 70 | 60 | 50 | 40 | 35 | 30 | 25 | 20  | 15  | 10  | 5         | 3         |
| Par étape          | 14  | 5  | 3  |    |    |    |    |    |    |     |     |     |           |           |
| Leader, par étape  | 3   |    |    |    |    |    |    |    |    |     |     |     |           |           |

## Évolution des classements
| Étape              | Vainqueur          | Classement général | Classement par points | Classement de la montagne | Classement du meilleur jeune |
| ------------------ | ------------------ | ------------------ | --------------------- | ------------------------- | ---------------------------- |
| 1                  | Arnaud Démare      | Arnaud Démare      | Arnaud Démare         | Nico Denz                 | Nico Denz                    |
| 2                  | Alexander Kristoff | Alexander Kristoff | Alexander Kristoff    | Nico Denz                 | Nils Politt                  |
| 3                  | Lilian Calmejane   | Lilian Calmejane   | Lilian Calmejane      | Nico Denz                 | Mads Würtz Schmidt           |
| 4                  | Arnaud Démare      | Lilian Calmejane   | Alexander Kristoff    | Nico Denz                 | Mads Würtz Schmidt           |
| 5                  | Tony Gallopin      | Lilian Calmejane   | Alexander Kristoff    | Nico Denz                 | Mads Würtz Schmidt           |
| Classements finaux | Classements finaux | Lilian Calmejane   | Alexander Kristoff    | Nico Denz                 | Mads Würtz Schmidt           |

## Liste des participants
| Légende                             | Légende                                                                                                  | Légende                                | Légende                                                                                                  |
| ----------------------------------- | --- | -------------------------------------- | --- |
| Num                                 | Dossard de départ porté par le coureur sur cette Étoile de Bessèges                                      | Pos                                    | Position finale au classement général                                                                    |
| Leader du classement général        | Indique le vainqueur du classement général                                                               | Leader du classement par points        | Indique le vainqueur du classement par points                                                            |
| Leader du classement de la montagne | Indique le vainqueur du classement de la montagne                                                        | Leader du classement du meilleur jeune | Indique le vainqueur du classement du meilleur jeune                                                     |
|                                     | Indique un maillot de champion national ou mondial, suivi de sa spécialité                               | #                                      | Indique la meilleure équipe                                                                              |
| NP                                  | Indique un coureur qui n'a pas pris le départ d'une étape, suivi du numéro de l'étape où il s'est retiré | AB                                     | Indique un coureur qui n'a pas terminé une étape, suivi du numéro de l'étape où il s'est retiré          |
| HD                                  | Indique un coureur qui a terminé une étape hors des délais, suivi du numéro de l'étape                   | *                                      | Indique un coureur en lice pour le classement du meilleur jeune (coureurs nés après le 1er janvier 1994) |

| Lotto-Soudal LTS    | Lotto-Soudal LTS         | Lotto-Soudal LTS |
| ------------------- | ------------------------ | ---------------- |
| Num                 | Coureur                  | Pos              |
| 1                   | Tony Gallopin (FRA)      | 2e               |
| 2                   | Kris Boeckmans (BEL)     | 73e              |
| 3                   | Jens Debusschere (BEL)   | 67e              |
| 4                   | Jasper De Buyst (BEL)    | 38e              |
| 5                   | Maxime Monfort (BEL)     | 59e              |
| 6                   | Tosh Van der Sande (BEL) | 53e              |
| 7                   | Jelle Vanendert (BEL)    | 69e              |
| 8                   | Jelle Wallays (BEL)      | 60e              |
| Directeur sportif : |                          |                  |

| FDJ                 | FDJ                                          | FDJ  |
| ------------------- | -------------------------------------------- | ---- |
| Num                 | Coureur                                      | Pos  |
| 11                  | Arthur Vichot (FRA) (Route)                  | AB-1 |
| 12                  | Arnaud Démare (FRA)                          | 25e  |
| 13                  | Mickaël Delage (FRA)                         | 43e  |
| 14                  | Davide Cimolai (ITA)                         | HD-5 |
| 15                  | Jacopo Guarnieri (ITA)                       | 84e  |
| 16                  | Marc Sarreau (FRA)                           | 54e  |
| 17                  | Olivier Le Gac (FRA)                         | 85e  |
| 18                  | Ignatas Konovalovas (LTU) (Contre-la-montre) | 117e |
| Directeur sportif : |                                              |      |

| AG2R La Mondiale ALM | AG2R La Mondiale ALM   | AG2R La Mondiale ALM |
| -------------------- | ---------------------- | -------------------- |
| Num                  | Coureur                | Pos                  |
| 21                   | Rudy Barbier (FRA)     | 31e                  |
| 22                   | Nico Denz (GER)        | 66e                  |
| 23                   | Samuel Dumoulin (FRA)  | 21e                  |
| 24                   | Hubert Dupont (FRA)    | 18e                  |
| 25                   | Quentin Jauregui (FRA) | 105e                 |
| 26                   | Pierre Latour (FRA)    | 4e                   |
| 27                   | Nans Peters (FRA)      | 111e                 |
| 28                   | Julien Duval (FRA)     | 29e                  |
| Directeur sportif :  |                        |                      |

| Katusha-Alpecin KAT | Katusha-Alpecin KAT      | Katusha-Alpecin KAT |
| ------------------- | ------------------------ | ------------------- |
| Num                 | Coureur                  | Pos                 |
| 31                  | Alexander Kristoff (NOR) | 26e                 |
| 32                  | Jenthe Biermans (BEL)    | 58e                 |
| 33                  | Marco Haller (AUT)       | 35e                 |
| 34                  | Reto Hollenstein (SUI)   | 9e                  |
| 35                  | Rein Taaramäe (EST)      | 19e                 |
| 36                  | Nils Politt (GER)        | 6e                  |
| 37                  | Mads Würtz Schmidt (DEN) | 3e                  |
| 38                  | Rick Zabel (GER)         | 34e                 |
| Directeur sportif : |                          |                     |

| Direct Énergie DEN  | Direct Énergie DEN     | Direct Énergie DEN |
| ------------------- | ---------------------- | ------------------ |
| Num                 | Coureur                | Pos                |
| 41                  | Alexandre Pichot (FRA) | 37e                |
| 42                  | Fabien Grellier (FRA)  | 120e               |
| 43                  | Lilian Calmejane (FRA) | 1er                |
| 44                  | Romain Cardis (FRA)    | 52e                |
| 45                  | Sylvain Chavanel (FRA) | 5e                 |
| 46                  | Jérémy Cornu (FRA)     | 102e               |
| 47                  | Yohann Gène (FRA)      | 109e               |
| 48                  | Perrig Quemeneur (FRA) | 121e               |
| Directeur sportif : |                        |                    |

| Fortuneo-Vital Concept FVC | Fortuneo-Vital Concept FVC | Fortuneo-Vital Concept FVC |
| -------------------------- | -------------------------- | -------------------------- |
| Num                        | Coureur                    | Pos                        |
| 51                         | Maxime Bouet (FRA)         | NP-3                       |
| 52                         | Maxime Daniel (FRA)        | 113e                       |
| 53                         | Anthony Delaplace (FRA)    | 36e                        |
| 54                         | Armindo Fonseca (FRA)      | 45e                        |
| 55                         | Romain Hardy (FRA)         | 10e                        |
| 56                         | Arnold Jeannesson (FRA)    | 12e                        |
| 57                         | Daniel McLay (GBR)         | 74e                        |
| 58                         | Florian Vachon (FRA)       | 72e                        |
| Directeur sportif :        |                            |                            |

| Cofidis COF         | Cofidis COF              | Cofidis COF |
| ------------------- | ------------------------ | ----------- |
| Num                 | Coureur                  | Pos         |
| 61                  | Christophe Laporte (FRA) | 7e          |
| 62                  | Dimitri Claeys (BEL)     | AB-4        |
| 63                  | Jérôme Cousin (FRA)      | 13e         |
| 64                  | Hugo Hofstetter (FRA)    | 56e         |
| 65                  | Florian Sénéchal (FRA)   | AB-4        |
| 66                  | Anthony Turgis (FRA)     | 27e         |
| 67                  | Jimmy Turgis (FRA)       | 77e         |
| 68                  | Kenneth Vanbilsen (BEL)  | AB-4        |
| Directeur sportif : |                          |             |

| Delko-Marseille Provence-KTM DMP | Delko-Marseille Provence-KTM DMP                 | Delko-Marseille Provence-KTM DMP |
| -------------------------------- | ------------------------------------------------ | -------------------------------- |
| Num                              | Coureur                                          | Pos                              |
| 71                               | Romain Combaud (FRA)                             | 16e                              |
| 72                               | Mauro Finetto (ITA)                              | 11e                              |
| 73                               | Benjamin Giraud (FRA)                            | NP-3                             |
| 74                               | Julien El Farès (FRA)                            | 23e                              |
| 75                               | Ángel Madrazo (ESP)                              | 99e                              |
| 76                               | Quentin Pacher (FRA)                             | 17e                              |
| 77                               | Evaldas Šiškevičius (LTU)                        | 49e                              |
| 78                               | Gatis Smukulis (LAT) (Route et Contre-la-montre) | AB-3                             |
| Directeur sportif :              |                                                  |                                  |

| Sport Vlaanderen-Baloise SVB | Sport Vlaanderen-Baloise SVB | Sport Vlaanderen-Baloise SVB |
| ---------------------------- | ---------------------------- | ---------------------------- |
| Num                          | Coureur                      | Pos                          |
| 81                           | Kenneth Van Rooy (BEL)       | 42e                          |
| 82                           | Edward Planckaert (BEL)      | 51e                          |
| 83                           | Jonas Rickaert (BEL)         | 32e                          |
| 84                           | Jarl Salomein (BEL)          | 48e                          |
| 85                           | Thomas Sprengers (BEL)       | 61e                          |
| 86                           | Stijn Steels (BEL)           | 106e                         |
| 87                           | Preben Van Hecke (BEL)       | 81e                          |
| 88                           | Bert Van Lerberghe (BEL)     | 46e                          |
| Directeur sportif :          |                              |                              |

| Wanty-Groupe Gobert WGG | Wanty-Groupe Gobert WGG        | Wanty-Groupe Gobert WGG |
| ----------------------- | ------------------------------ | ----------------------- |
| Num                     | Coureur                        | Pos                     |
| 91                      | Frederik Backaert (BEL)        | 22e                     |
| 92                      | Robin Stenuit (BEL)            | 79e                     |
| 93                      | Yoann Offredo (FRA)            | NP-3                    |
| 94                      | Andrea Pasqualon (ITA)         | 40e                     |
| 95                      | Guillaume Van Keirsbulck (BEL) | 41e                     |
| 96                      | Pieter Vanspeybrouck (BEL)     | 28e                     |
| 97                      | Frederik Veuchelen (BEL)       | NP-2                    |
| 98                      | Wesley Kreder (NED)            | 55e                     |
| Directeur sportif :     |                                |                         |

| Caja Rural-Seguros RGA CJR | Caja Rural-Seguros RGA CJR | Caja Rural-Seguros RGA CJR |
| -------------------------- | -------------------------- | -------------------------- |
| Num                        | Coureur                    | Pos                        |
| 101                        | Dylan Page (SUI)           | AB-4                       |
| 102                        | Eduard Prades (ESP)        | 87e                        |
| 103                        | Jaime Rosón (ESP)          | 14e                        |
| 104                        | Jon Irisarri (ESP)         | 108e                       |
| 105                        | Fabricio Ferrari (URU)     | 80e                        |
| 106                        | Alex Aranburu (ESP)        | 82e                        |
| 107                        | Josu Zabala (ESP)          | AB-4                       |
| 108                        |                            |                            |
| Directeur sportif :        |                            |                            |

| WB-Veranclassic-Aqua Protect WVA | WB-Veranclassic-Aqua Protect WVA | WB-Veranclassic-Aqua Protect WVA |
| -------------------------------- | -------------------------------- | -------------------------------- |
| Num                              | Coureur                          | Pos                              |
| 111                              | Kevyn Ista (BEL)                 | 47e                              |
| 112                              | Roy Jans (BEL)                   | 91e                              |
| 113                              | Lawrence Naesen (BEL)            | 64e                              |
| 114                              | Sébastien Delfosse (BEL)         | 97e                              |
| 115                              | Olivier Pardini (BEL)            | 30e                              |
| 116                              | Ludwig De Winter (BEL)           | 76e                              |
| 117                              | Maxime Vantomme (BEL)            | 8e                               |
| 118                              | Alex Kirsch (LUX)                | 90e                              |
| Directeur sportif :              |                                  |                                  |

| HP BTP-Auber 93 AUB | HP BTP-Auber 93 AUB       | HP BTP-Auber 93 AUB |
| ------------------- | ------------------------- | ------------------- |
| Num                 | Coureur                   | Pos                 |
| 121                 | Jérémy Bescond (FRA)      | 93e                 |
| 122                 | Flavien Dassonville (FRA) | AB-4                |
| 123                 | Romain Feillu (FRA)       | 112e                |
| 124                 | Alo Jakin (EST)           | 63e                 |
| 125                 | Pierre Gouault (FRA)      | 68e                 |
| 126                 | Anthony Maldonado (FRA)   | 98e                 |
| 127                 | Damien Touzé (FRA)        | 44e                 |
| 128                 | Nicolas Baldo (FRA)       | 96e                 |
| Directeur sportif : |                           |                     |

| Roubaix Lille Métropole RLM | Roubaix Lille Métropole RLM | Roubaix Lille Métropole RLM |
| --------------------------- | --------------------------- | --------------------------- |
| Num                         | Coureur                     | Pos                         |
| 131                         | Julien Antomarchi (FRA)     | 95e                         |
| 132                         | Jérémy Cabot (FRA)          | 94e                         |
| 133                         | Joeri Calleeuw (BEL)        | AB-3                        |
| 134                         | Dylan Kowalski (FRA)        | NP-2                        |
| 135                         | Jérémy Lecroq (FRA)         | 57e                         |
| 136                         | Jérémy Leveau (FRA)         | 70e                         |
| 137                         | Félix Pouilly (FRA)         | 89e                         |
| 138                         | Emiel Vermeulen (BEL)       | 88e                         |
| Directeur sportif :         |                             |                             |

| Verandas Willems-Crelan VWC | Verandas Willems-Crelan VWC | Verandas Willems-Crelan VWC |
| --------------------------- | --------------------------- | --------------------------- |
| Num                         | Coureur                     | Pos                         |
| 141                         | Sander Cordeel (BEL)        | 92e                         |
| 142                         | Stijn Devolder (BEL)        | HD-5                        |
| 143                         | Timothy Dupont (BEL)        | AB-3                        |
| 144                         | Christophe Prémont (BEL)    | 116e                        |
| 145                         | Dries De Bondt (BEL)        | 122e                        |
| 146                         | Stef Van Zummeren (BEL)     | 104e                        |
| 147                         | Otto Vergaerde (BEL)        | 75e                         |
| 148                         | Michael Goolaerts (BEL)     | AB-3                        |
| Directeur sportif :         |                             |                             |

| Armée de Terre ADT  | Armée de Terre ADT      | Armée de Terre ADT |
| ------------------- | ----------------------- | ------------------ |
| Num                 | Coureur                 | Pos                |
| 151                 | Bryan Alaphilippe (FRA) | 39e                |
| 152                 | Bastien Duculty (FRA)   | 33e                |
| 153                 | Damien Gaudin (FRA)     | 24e                |
| 154                 | Yann Guyot (FRA)        | 103e               |
| 155                 | Kévin Lebreton (FRA)    | 110e               |
| 156                 | Julien Loubet (FRA)     | NP-5               |
| 157                 | Steven Tronet (FRA)     | 83e                |
| 158                 | Yannis Yssaad (FRA)     | HD-5               |
| Directeur sportif : |                         |                    |

| Roth-Akros ROT      | Roth-Akros ROT                 | Roth-Akros ROT |
| ------------------- | ------------------------------ | -------------- |
| Num                 | Coureur                        | Pos            |
| 161                 | Valentin Baillifard (SUI)      | AB-4           |
| 162                 | Jonathan Fumeaux (SUI) (Route) | 62e            |
| 163                 | Lukas Jaun (SUI)               | 65e            |
| 164                 | Pirmin Lang (SUI)              | AB-2           |
| 165                 | Matthias Reutimann (SUI)       | AB-3           |
| 166                 | Colin Stüssi (SUI)             | 115e           |
| 167                 | Roland Thalmann (SUI)          | 15e            |
| 168                 | Damian Lüscher (SUI)           | AB-4           |
| Directeur sportif : |                                |                |

| An Post-ChainReaction SKT | An Post-ChainReaction SKT      | An Post-ChainReaction SKT |
| ------------------------- | ------------------------------ | ------------------------- |
| Num                       | Coureur                        | Pos                       |
| 171                       | Jonas Bokeloh (GER)            | 50e                       |
| 172                       | Mark Stewart (GBR)             | 107e                      |
| 173                       | Matthew Teggart (IRL)          | AB-3                      |
| 174                       | Sean Mackinnon (CAN)           | AB-2                      |
| 175                       | Przemysław Kasperkiewicz (POL) | 86e                       |
| 176                       | Davy Gunst (NED)               | NP-2                      |
| 177                       | Daniel Gardner (GBR)           | 101e                      |
| 178                       | Massimo Vanderaerden (BEL)     | NP-5                      |
| Directeur sportif :       |                                |                           |

| Cibel-Cebon CIB     | Cibel-Cebon CIB         | Cibel-Cebon CIB |
| ------------------- | ----------------------- | --------------- |
| Num                 | Coureur                 | Pos             |
| 181                 | Robby Cobbaert (BEL)    | 119e            |
| 182                 | Matthias De Witte (BEL) | 100e            |
| 183                 | Michiel Dieleman (BEL)  | 78e             |
| 184                 | Brecht Ruyters (BEL)    | 118e            |
| 185                 | Dennis Coenen (BEL)     | 114e            |
| 186                 | Jimmy Janssens (BEL)    | 20e             |
| 187                 | Joeri Stallaert (BEL)   | 71e             |
| 188                 | Stijn De Bock (BEL)     | HD-5            |
| Directeur sportif : |                         |                 |